# Liar (하리수의 음반)
Liar(라이어)는 대한민국의 엔터테이너 하리수의 2번째 스튜디오 음반으로 2002년 10월 28일 발매되었다. 음악적으로 첫 음반 Temptation과 비슷하게 하리수는 Liar를 상당히 유로/테크노/하우스의 특징을 보이게 했다. 앨범의 타이틀곡을 위해 뮤직 비디오가 촬영되었다.

## 곡 목록
1. "Prologue" – 1:23
2. "Asura" – 3:09
3. "Angel Eyes" – 3:55
4. "Liar" – 3:33
5. "Chapter" – 0:28
6. "Emotion" – 3:54
7. "Red" – 3:49
8. "Go Away" – 3:58
9. "Chapter" – 0:34
10. "Ending" – 3:43
11. "Happy My Life" – 3:54
12. "Catch Me" – 3:44
13. "Trust of My Heart" – 3:55
14. "Asura" (remix) – 3:09
15. "Happy My Life" (remix) – 3:48